# Lilla Björken, Hälsingland
Lilla Björken är en sjö i Ljusdals kommun i Hälsingland och ingår i Ljusnans huvudavrinningsområde. Sjön har en area på 0,08 kvadratkilometer och ligger 218,1 meter över havet.

## Delavrinningsområde
Lilla Björken ingår i det delavrinningsområde (684897-150846) som SMHI kallar för Mynnar i Skarpån. Medelhöjden är 238 meter över havet och ytan är 15,37 kvadratkilometer. Det finns inga avrinningsområden uppströms utan avrinningsområdet är högsta punkten. Vattendraget som avvattnar avrinningsområdet har biflödesordning 3, vilket innebär att vattnet flödar genom totalt 3 vattendrag innan det når havet efter 130 kilometer. Avrinningsområdet består mestadels av skog (87 procent). Avrinningsområdet har 0,66 kvadratkilometer vattenytor vilket ger det en sjöprocent på 4,3 procent.